# Wojsko kwarciane

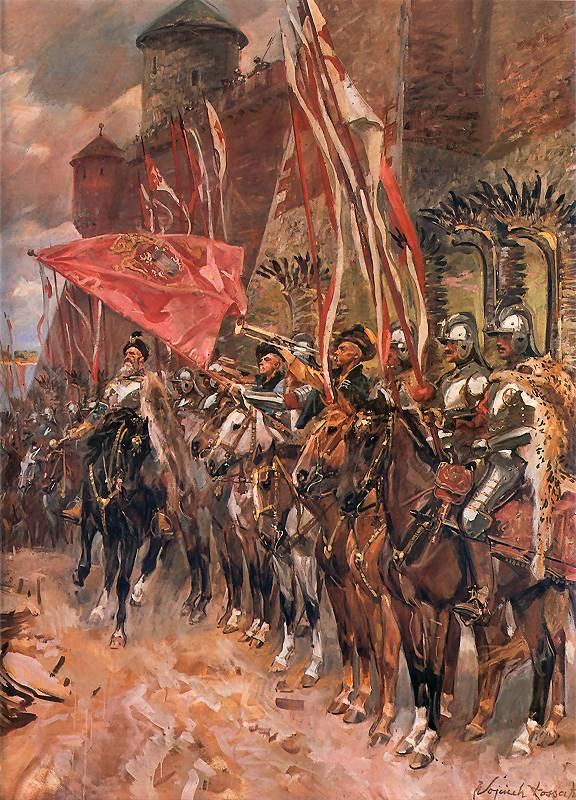
Des hussards ailés, peints par Wojciech Kossak.

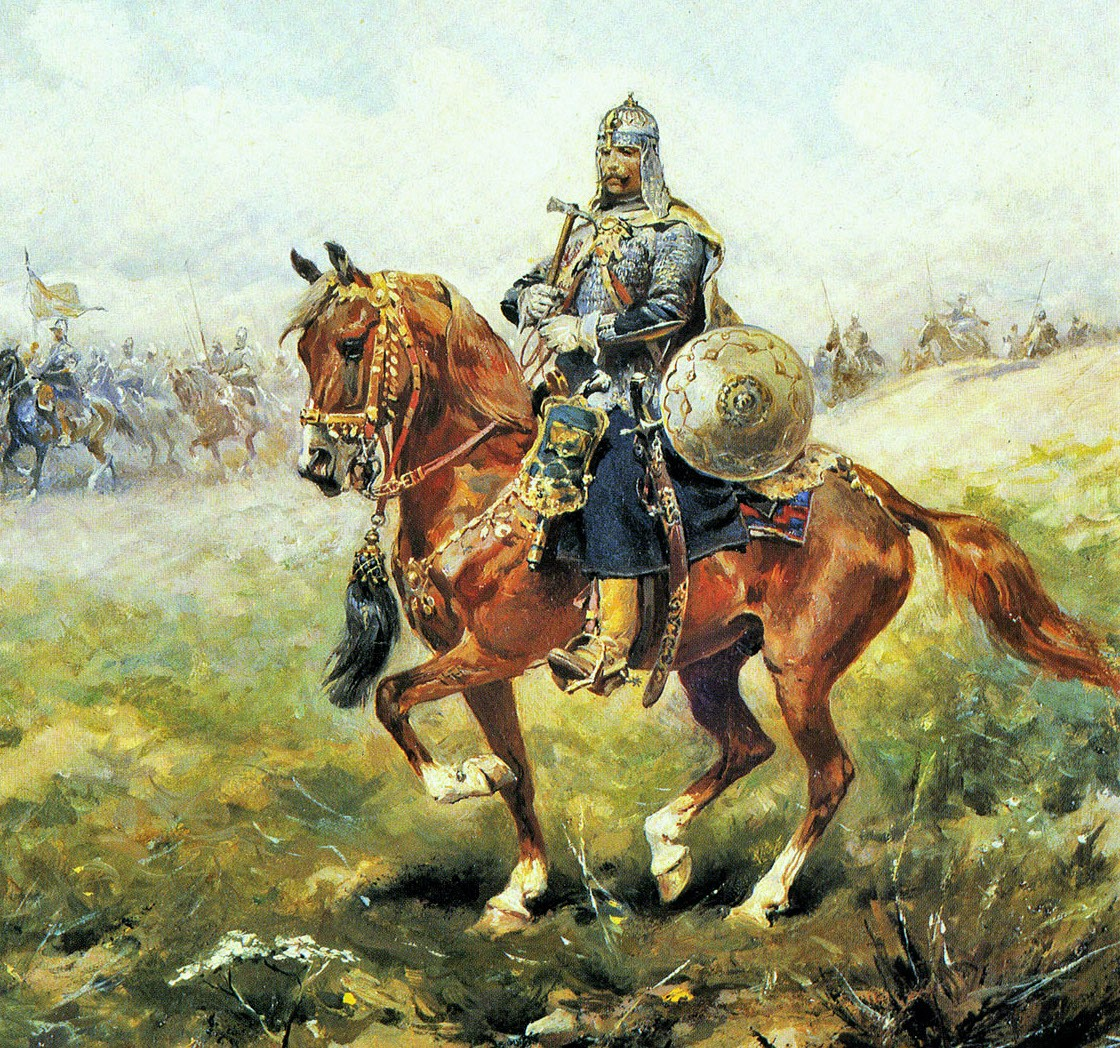
Un cavalier lourd (' de l'armée polonaise illustré par Józef Brandt.

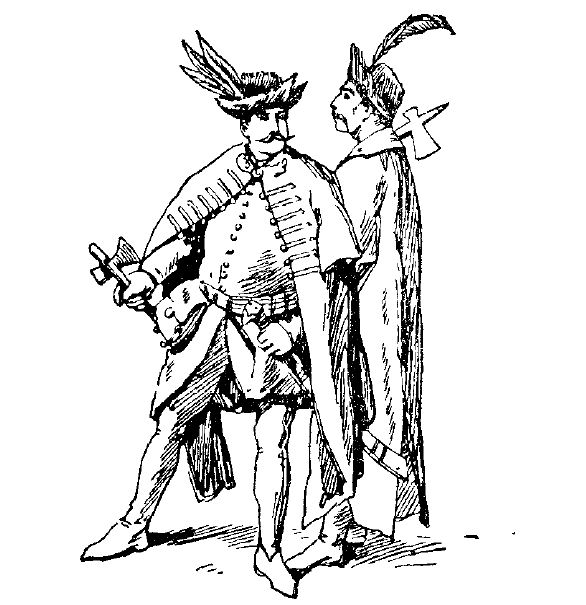
Des unités d'infanterie hongroise.

L'« armée de carrière » de la république des Deux Nations — en polonais Wojsko kwarciane, soit « armée du quart » — était le nom utilisé pour désigner les unités de l'armée régulière de la Couronne polonaise,. Ce terme était utilisé depuis 1562.
La Wojsko kwarciane a été formée à partir d'anciennes unités de l'obrona potoczna.
Le terme d'« armée du quart » (en polonais : kwarta) provient du type d'impôt payé pour leur entretien (impôt kwarta) : un quart des revenus des terres de la couronne (królewszczyzny) était censé être utilisé pour son rectutement. Comme les monarques louaient généralement leurs terres à des hobereaux (ou à des marchands, ou à des Juifs) contre des avantages à court terme, ils n'avaient pas de contrôle direct sur les flux de trésorerie, ce qui entraînait souvent de la corruption et des retards dans le paiement des salaires des militaires. Les commandants militaires (hetmans) devaient souvent payer de leur poche les salaires des wojsko kwarciane et des mercenaires engagés. Parfois, les unités mécontentes et non payées formaient des confédérations afin d'asseoir par la force leur exigence de paiement.
Les fonds collectés pour l'entretien de la wojsko kwarciane ont été conservés à partir de 1569 dans le château de Rawa Mazowiecka, au sein du « Trésor de Rawa » (skarb rawski). À partir de 1616, le trésor de Rawa s'enrichit également des revenus prélevés sur les entrepôts de vin ainsi que du « troisième sou » (trzeci grosz), l'impôt levé sur la vente du plomb. Officiellement, les starosties de Łuck, Włodzimiersk, Krzemieniec, Bracław et Winnica étaient exemptées du paiement de l'impôt du quart. Ce statut juridique entre en vigueur à partir de 1569, même si leurs starostes acceptent de les payer volontairement à partir de 1590.
Le wojsko kwarciane comptait généralement entre mille et six mille hommes. En temps de paix, leur nombre était limité à deux mille environ. Les soldats du wojsko kwarciane, bien que peu nombreux, constituaient l'épine dorsale de la défense organisée en cas d'agression ennemie. En peu de temps, avec l'adjonction de troupes privées et de Cosaques enregistrés, ils ont pu constituer une armée comptant jusqu'à une douzaine de milliers de soldats, capable de repousser presque toutes les invasions. Ils étaient complétés par une armée supplémentaire, composée de soldats professionnels appelés à intervenir en cas de danger plus grave.
Le wojsko kwarciane était principalement composée d'unités de cavalerie, ainsi que d'un petit nombre de soldats d'infanterie et d'artillerie. Dans ses unités, on trouve des formations :
- de hussards,
- de cavalerie cosaque (cavalerie légère),
- de cavaliers en armure lourde,
- de reîtres,
- d'infanterie hongroise,
- de dragons (à partir de 1626)
- de cavalerie valaque.

Cet effectif reste cependant assez limité pour l'époque, surtout si l'on considère l'immense superficie de la Pologne-Lituanie. Les armées de la République ont presque toujours été mises à rude épreuve par ses voisins agressifs (la Suède, la Russie, l'Empire ottoman et ses vassaux).
En 1632, un nouveau quart ou impôt royal (dupla) a été créé pour financer les unités d'artillerie.
En 1652, le wojsko kwarciane est remplacé par le wojsko komputowe.